# L'Épine (Vendée)
L'Épine is een gemeente in het Franse departement Vendée (regio Pays de la Loire) en telt 1685 inwoners (1999). De plaats maakt deel uit van het arrondissement Les Sables-d'Olonne. Het is een van de vier gemeenten op het Île de Noirmoutier.

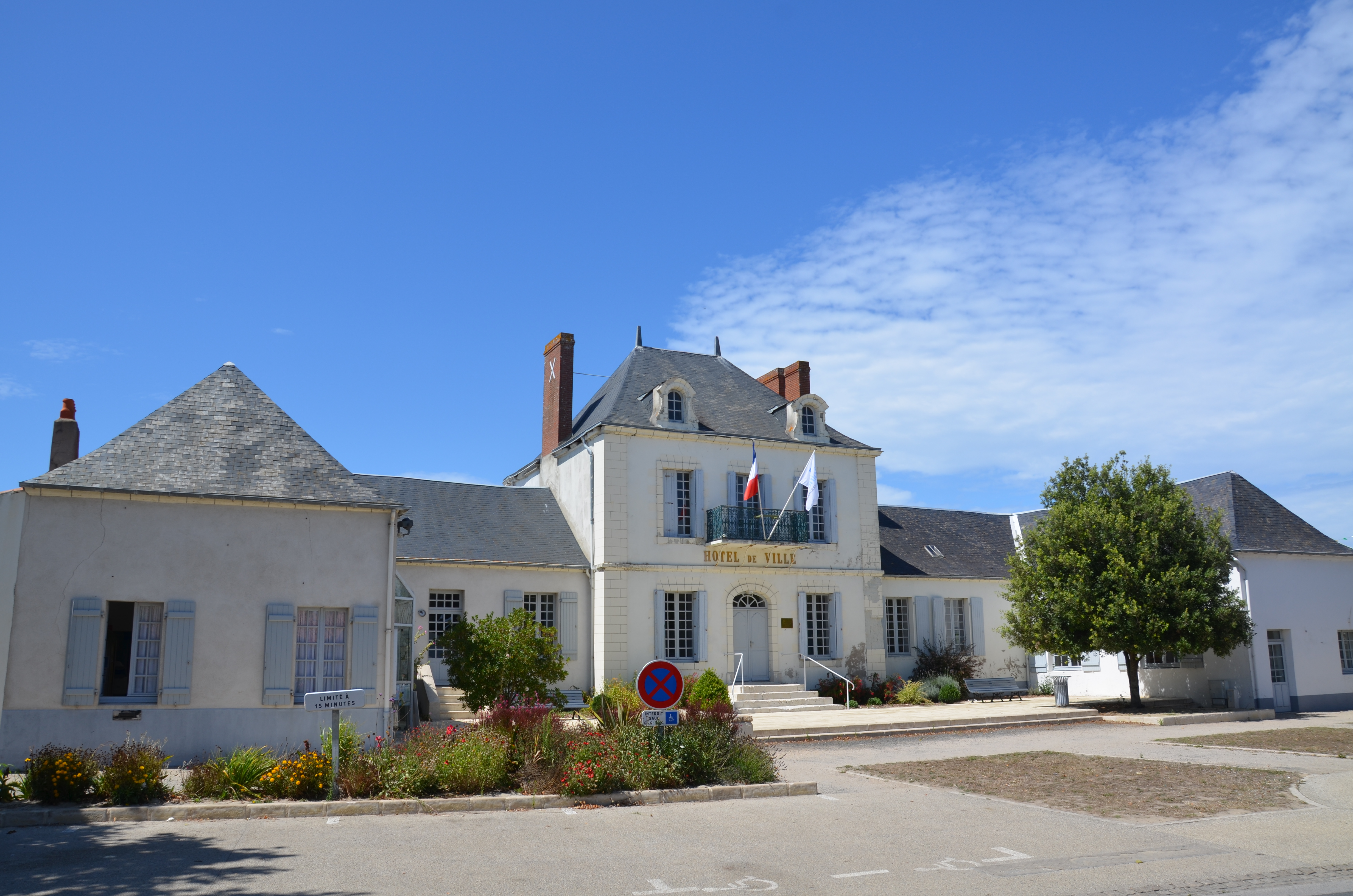
Gemeentehuis van L'Épine
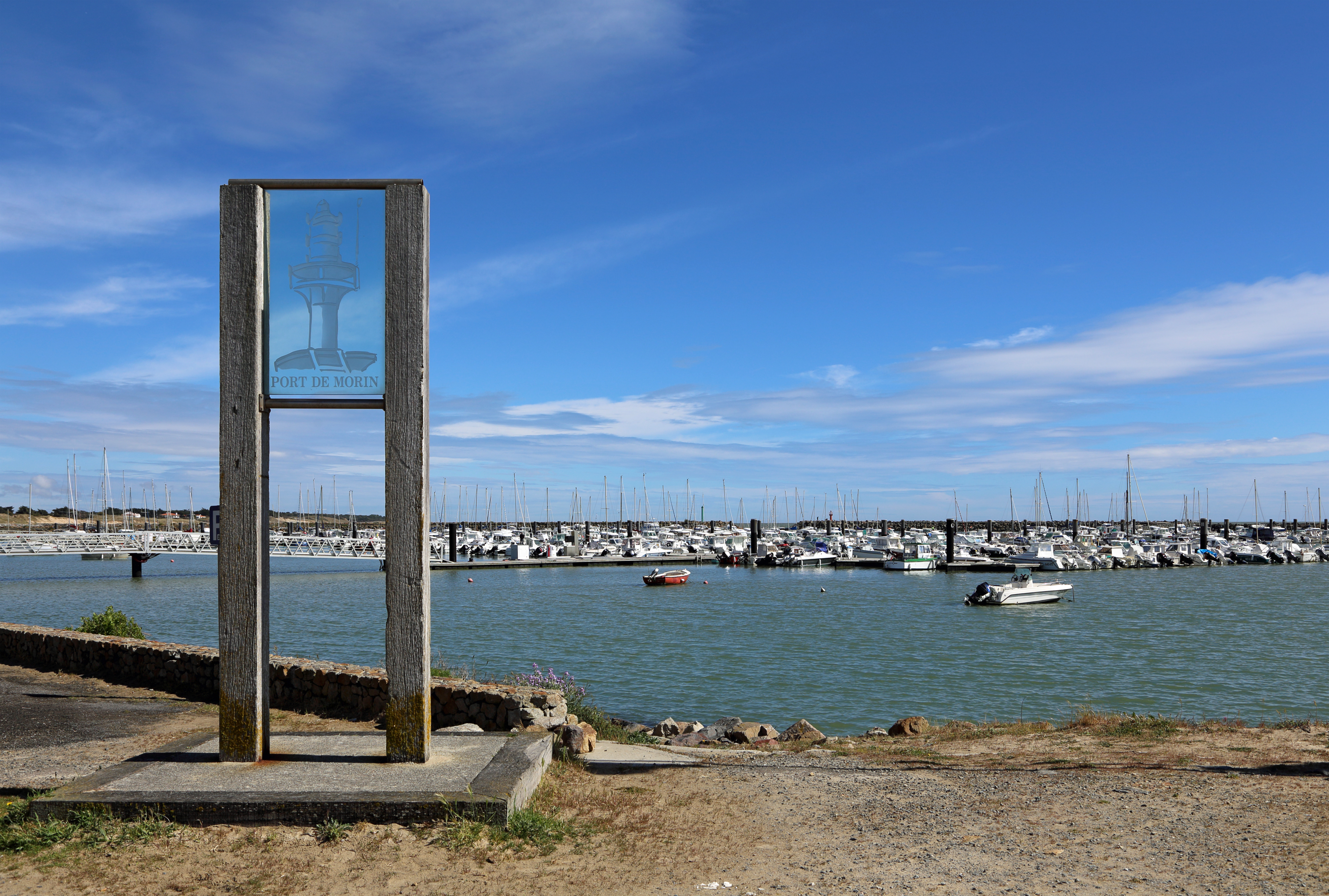
Jachthaven Port de Morin in L'Épine

## Geografie
De oppervlakte van L'Épine bedraagt 8,9 km², de bevolkingsdichtheid is 189,3 inwoners per km².
De onderstaande kaart toont de ligging van L'Épine (Vendée) met de belangrijkste infrastructuur en aangrenzende gemeenten.

## Demografie
Onderstaande figuur toont het verloop van het inwonertal (bron: INSEE-tellingen).